# Élevage du chameau

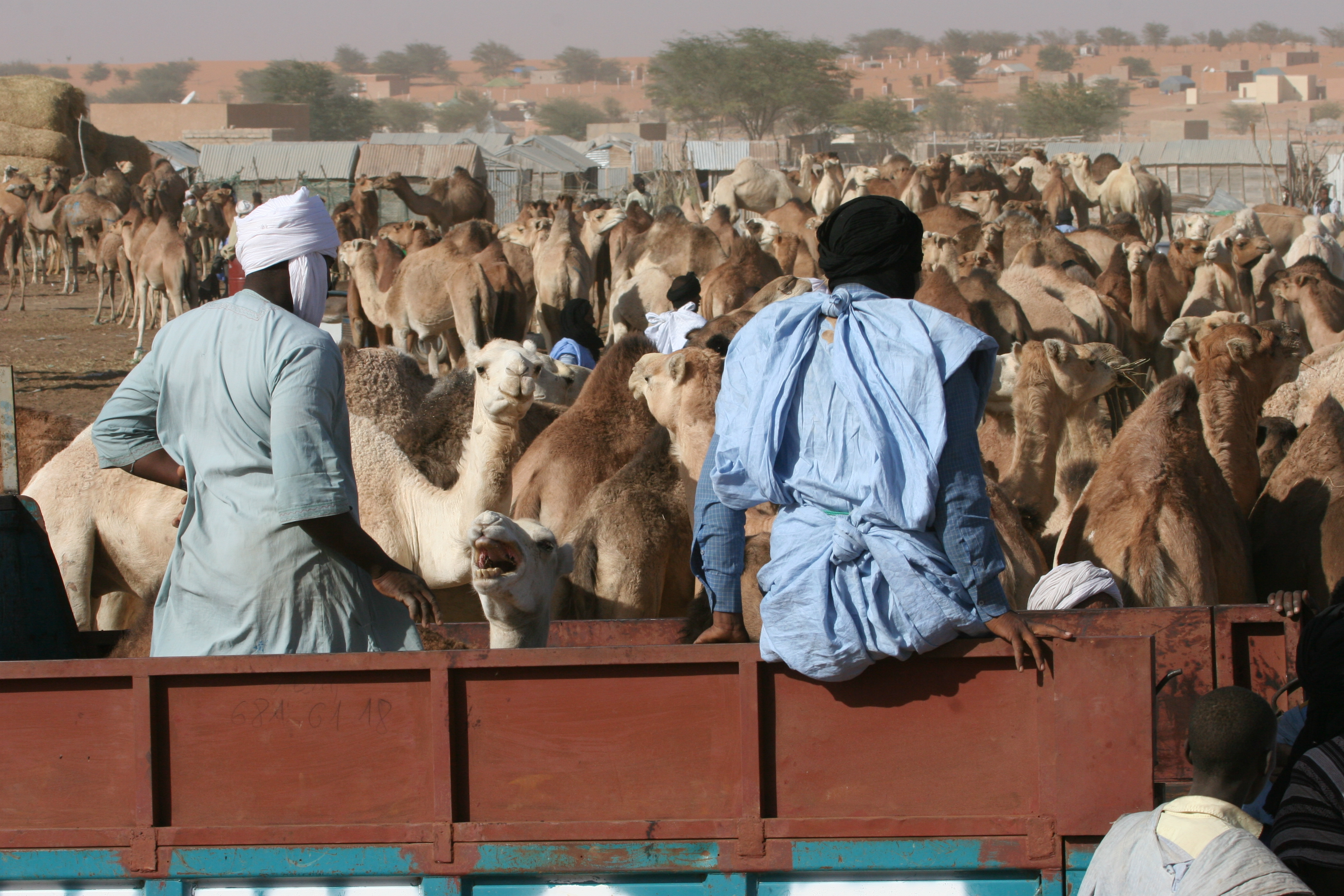
Marché aux dromadaires à Nouakchott en 2008.

L'élevage de chameaux ou élevage camelin concerne le fait d'élever des dromadaires et chameaux au profit des humains. Les chameaux sont utilisés pour leur viande, leur lait, les fibres (la laine et le poil), ainsi que pour le transport et d'autres travaux. Les excréments servent également de combustibles, à l'instar de la bouse de vache.
Ce type d'élevage est répandu dans les zones quasi-désertiques d'Afrique ou d'Asie centrale.
En 2000, il y avait quelque 20 millions de têtes de chameaux, dont six millions en Somalie, cinq millions au Maghreb et pas moins d'un million en Inde.
On associe également l'élevage de lamas et de vigognes qui sont des mammifères de la même famille. Ces derniers sont plus particulièrement élevés pour leur laine.

## En Afrique
Sur le continent africain, cinq pays concentrent le plus gros de la population cameline d'Afrique : la Somalie, l’Éthiopie, le Kenya, le Soudan et Djibouti. Cela représentait à la fin des années 1980, 60 % du cheptel mondial. Avec le changement climatique et des périodes de sécheresse plus fréquentes et intenses, de nombreux pays comme le Kenya modifient leurs pratiques d'élevage. Dans les régions les plus touchées, l'élevage de bovins est abandonné au profit du développement de celui des dromadaires.